# 万凤塔
万凤塔位于陕西省延安市洛川县土基镇鄜城村兴国寺遗址，又称兴国寺塔、鄜城塔，1992年被列为第三批陕西省文物保护单位，2013年被列为第七批全国重点文物保护单位。
兴国寺早已被毁，现仅存塔。塔建于宋代，明代重修。塔为楼阁式砖塔，空心，平面呈八角形，底边长3.1米，共十三层，高40余米。